# Amy Eccles
Amy Eccles, född 1 januari 1949, är en amerikansk skådespelerska. Hon har bland annat haft en roll i Little Big Man.

## Fotnoter
1. ↑  Internet Movie Database, IMDb-ID: nm0248319co0047972, läst: 11 januari 2016.[källa från Wikidata]